# Argenthal

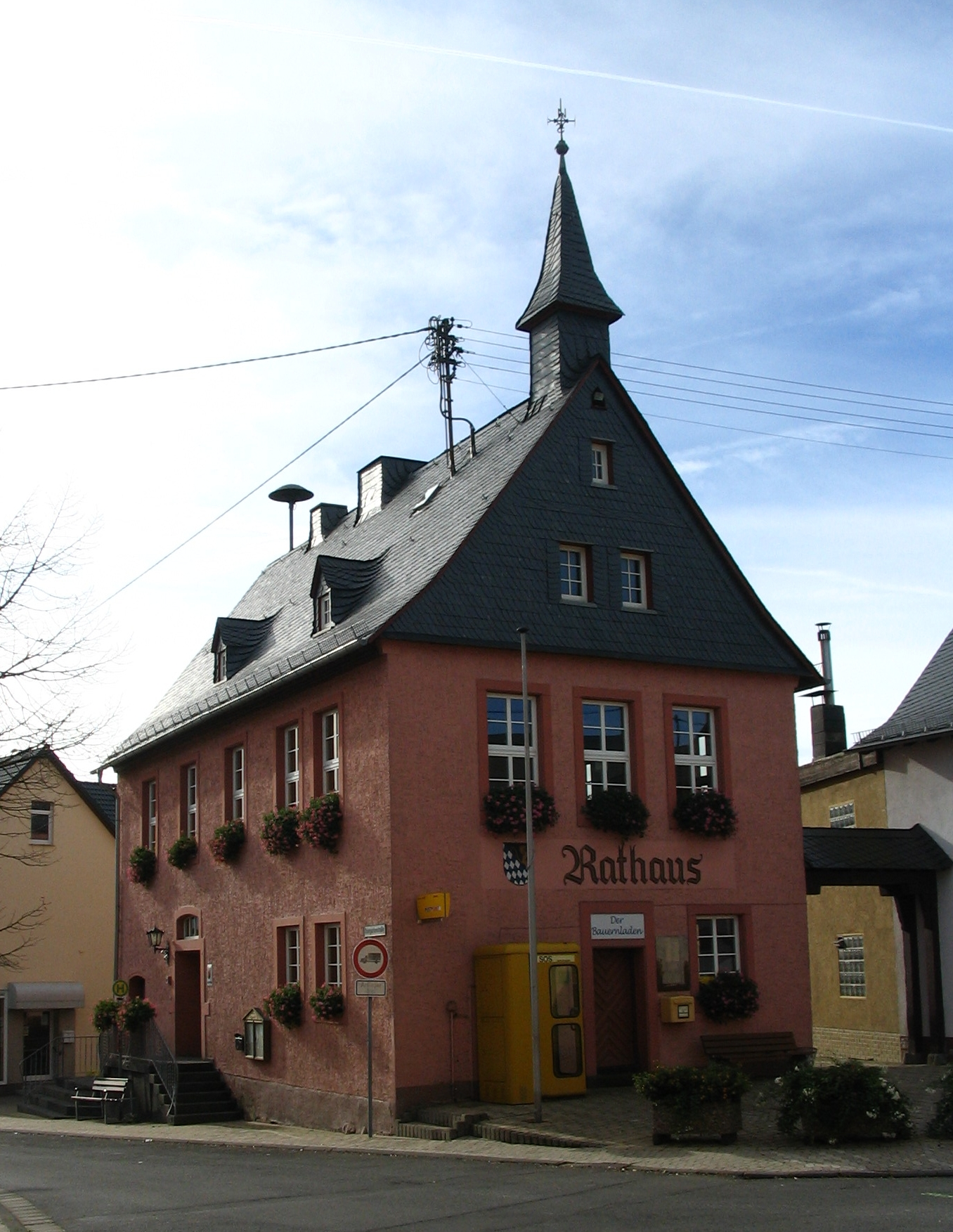
Rathaus im Dorfzentrum

Argenthal ist eine Ortsgemeinde im Rhein-Hunsrück-Kreis in Rheinland-Pfalz. Sie gehört der Verbandsgemeinde Simmern-Rheinböllen an.

## Geographie
Argenthal befindet sich am Nordwestrand des Soonwalds, einem bis 657 m hohen Teil des Hunsrücks, der zum Rheinischen Schiefergebirge zählt.
Zu Argenthal gehören die Wohnplätze Birkenhof, Eckelhornerhof, Weidenhof, Forsthaus Ellern, Forsthaus Thiergarten, Haus am Waldsee, Jägerhof und Wacholderhof.
Mit 28,52 km² Fläche, davon 19,85 km² Wald (Soonwald), ist die Gemarkung Argenthal nach Boppard die zweitgrößte im Rhein-Hunsrück-Kreis (Quelle: statistisches Landesamt, Stand 31. Dezember 2007). Größere Ortschaften in der Nachbarschaft sind Simmern im Westen und Rheinböllen im Osten.
Höchste Erhebung von Argenthal ist der Opel mit 649,3 m ü. NHN. Auf dem Gebiet der Gemeinde befindet sich der Waldsee, dieses Badegewässer entstand aus einer 1935 stillgelegten Erzgrube.

## Geschichte
Der Ort wurde erstmals im Jahre 1091 als „Argantal“ erwähnt. Argindal war im 13. Jahrhundert als Reichslehen im Besitz Ritter von Schönburg auf Wesel. Namentlich erwähnt wird ein Merbodo dictus de Argindal. Landesherr war seit dem 14. Jahrhundert der Pfalzgraf bei Rhein. Mit der Besetzung des linken Rheinufers 1794 durch französische Revolutionstruppen wurde der Ort französisch.  1815 wurde er auf dem Wiener Kongress dem Königreich Preußen zugeordnet. Seit 1946 ist der Ort Teil des damals neu gebildeten Landes Rheinland-Pfalz.
Bevölkerungsentwicklung
Die Entwicklung der Einwohnerzahl von Argenthal, die Werte von 1871 bis 1987 beruhen auf Volkszählungen:
| Jahr | Einwohner |
| ---- | --------- |
| 1815 | 730       |
| 1835 | 880       |
| 1871 | 792       |
| 1905 | 851       |
| 1939 | 849       |
| 1950 | 1.023     |
| 1961 | 1.091     |

| Jahr | Einwohner |
| ---- | --------- |
| 1970 | 1.394     |
| 1987 | 1.479     |
| 1997 | 1.565     |
| 2005 | 1.660     |
| 2011 | 1.661     |
| 2017 | 1.620     |
| 2023 | 1.712     |

## Politik

### Bürgermeister
Ortsbürgermeister ist Hans-Werner Merg (FWGA). Bei der Stichwahl am 16. Juni 2019 setzte er sich mit einem Stimmenanteil von 59,49 % durch, nachdem bei der Kommunalwahl am 26. Mai 2019 keiner der ursprünglich drei Kandidaten die notwendige Mehrheit erreicht hatte. Er ist damit Nachfolger der bisherigen Ortsbürgermeisterin Sarah Groß. Bei der Direktwahl am 9. Juni 2024 wurde er mit 79,6 % der Stimmen ohne Gegenkandidaten in seinem Amt bestätigt.

## Wirtschaft und Infrastruktur

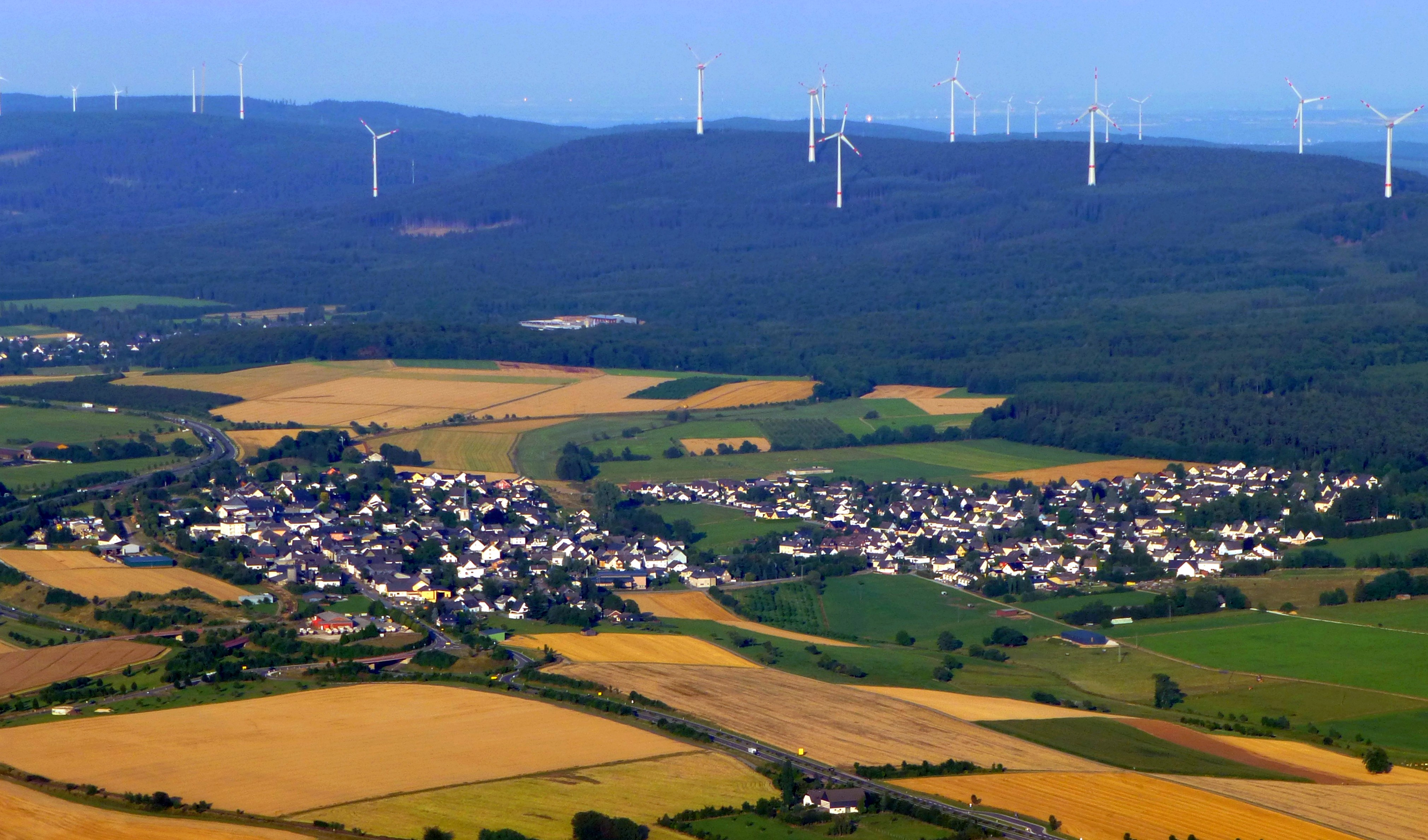
Der Ort in die Landschaft eingebettet

### Gewerbe
Argenthal gehört zu den größeren Hunsrück-Orten, in dem nur noch wenige Menschen in der Landwirtschaft tätig sind. Die Mehrheit der Einwohner sind als Arbeiter, Angestellte, Beamte, Handwerker, Gewerbetreibende und Soldaten beschäftigt.

### Verkehr
Der Haltepunkt Argenthal lag an der mittlerweile stillgelegten Hunsrückquerbahn Langenlonsheim–Hermeskeil.

## Persönlichkeiten
- Peter Engelmann (1823–1874), US-amerikanisch-deutscher Pädagoge, Autor und Gründer der German-English Academy (heute: University School of Milwaukee)
- Dirk Jasper (1947–2011), freier Publizist, Sachbuchautor und Multimedia-Produzent, wohnte mit seiner Familie in Argenthal.